# Dolle (Burgstall)
Dolle ist ein Ortsteil der Gemeinde Burgstall im Nordosten des Landkreises Börde in Sachsen-Anhalt.

## Geografie
In der Nähe von Dolle inmitten der Colbitz-Letzlinger Heide entspringt der Dollgraben, einer der zahlreichen Tanger-Quellbäche. Die außerordentlich waldreiche Umgebung nördlich von Dolle steigt nach Nordwesten an und erreicht 130 m ü. NN. Das Dorf liegt rund 33 km nördlich der Landeshauptstadt Magdeburg. Die Gemarkung grenzt im Norden an den Landkreis Stendal und im Nordwesten an den Altmarkkreis Salzwedel.

## Geschichte
Die Ortschaft war namensgebender Stammsitz der Adelsfamilie von der Dollen. Das Heidedorf Dolle lag bis zur Auflösung Preußens im Jahr 1947 in der Provinz Sachsen des Königreiches Preußen und hatte eine direkte Grenze zum braunschweigischen Amt Calvörde.
Am 1. Januar 2010 schlossen sich die bis dahin selbstständigen Gemeinden Dolle, Cröchern, Sandbeiendorf und Burgstall zur neuen Gemeinde Burgstall zusammen.
Als Wohnplätze der Gemeinde waren ausgewiesen:
- Förstereisiedlung
- Siedlung
- Steinberge

## Wappen und Flagge
Das Wappen wurde am 27. Oktober 1994 durch das Regierungspräsidium Magdeburg genehmigt.
Blasonierung: „In Silber ein schreitender roter Hirsch auf einer gezinnten roten Mauer im Schildfuß.“
Die Gemeindefarben waren Rot - Silber (Weiß).
Die Flagge der Gemeinde Dolle zeigte die Farben Rot - Weiß mit aufgelegtem Gemeindewappen.

## Wirtschaft und Infrastruktur
Dolle ist ein ruhiger Heideort mit touristischen Potentialen. In den letzten Jahren entstanden unter anderem ein Wellness-Hotel und eine Senioren-Wohnanlage. Regional bekannt ist die Gemeinde auch durch die nahe Dolle stattfindenden Motocrossrennen.
Die Region unmittelbar westlich von Dolle wird bis heute zu einem großen Teil von der Bundeswehr als Truppenübungsplatz genutzt. Die militärische Erschließung begann bereits 1934. Von 1945 bis 1994 wurde die Colbitz-Letzlinger Heide – ähnlich wie die Lüneburger Heide durch die NATO – aufgrund günstiger militärstrategischer Bedingungen von den Truppen der Sowjetarmee genutzt. Heute setzen sich einige Bürgerinitiativen für eine touristische Nutzung der Colbitz-Letzlinger Heide und damit für einen Abzug der Bundeswehr ein.

### Verkehrsanbindung
Dolle liegt an der Bundesstraße 189, auf halbem Wege zwischen Magdeburg und Stendal. Weitere Straßenverbindungen bestehen über Burgstall nach Tangerhütte sowie nach Angern/Rogätz. Die ehemalige Straße, welche zuvor direkt in die Altmark führte, ist seit Jahrzehnten durch den großen Truppenübungsplatz „Altmark“ in der Colbitz-Letzlinger Heide gesperrt, sodass die 12 km entfernte Gemeinde Letzlingen lange Zeit nur über den knapp 50 km langen Umweg via Uchtspringe erreichbar war. Seit 2004 ist eine Querverbindung von Colbitz (an der B 189) nach Born (an der B 71) für den Straßenverkehr freigegeben, was den Umweg auf ca. 33 km verkürzt. Die nächsten Bahnhöfe befinden sich in Mahlwinkel und Tangerhütte an der Strecke Magdeburg–Wittenberge. Die Gemeinde Burgstall mit dem Ortsteil Dolle hat seit 14. September 2020 die nahe Anschlussstelle Tangerhütte (AS 19) an der Altmark-Autobahn A14 von Magdeburg über Stendal und Wittenberge nach Schwerin. Die Nordverlängerung der Bundesautobahn 14 ist noch nicht durchgehend befahrbar, da nicht alle Streckenabschnitte fertig gebaut wurden bzw. manche Abschnitte sich in der Planung befinden.

## Sehenswürdigkeiten
Die evangelische Dorfkirche Dolle wurde 1907 im Heimatstil errichtet.

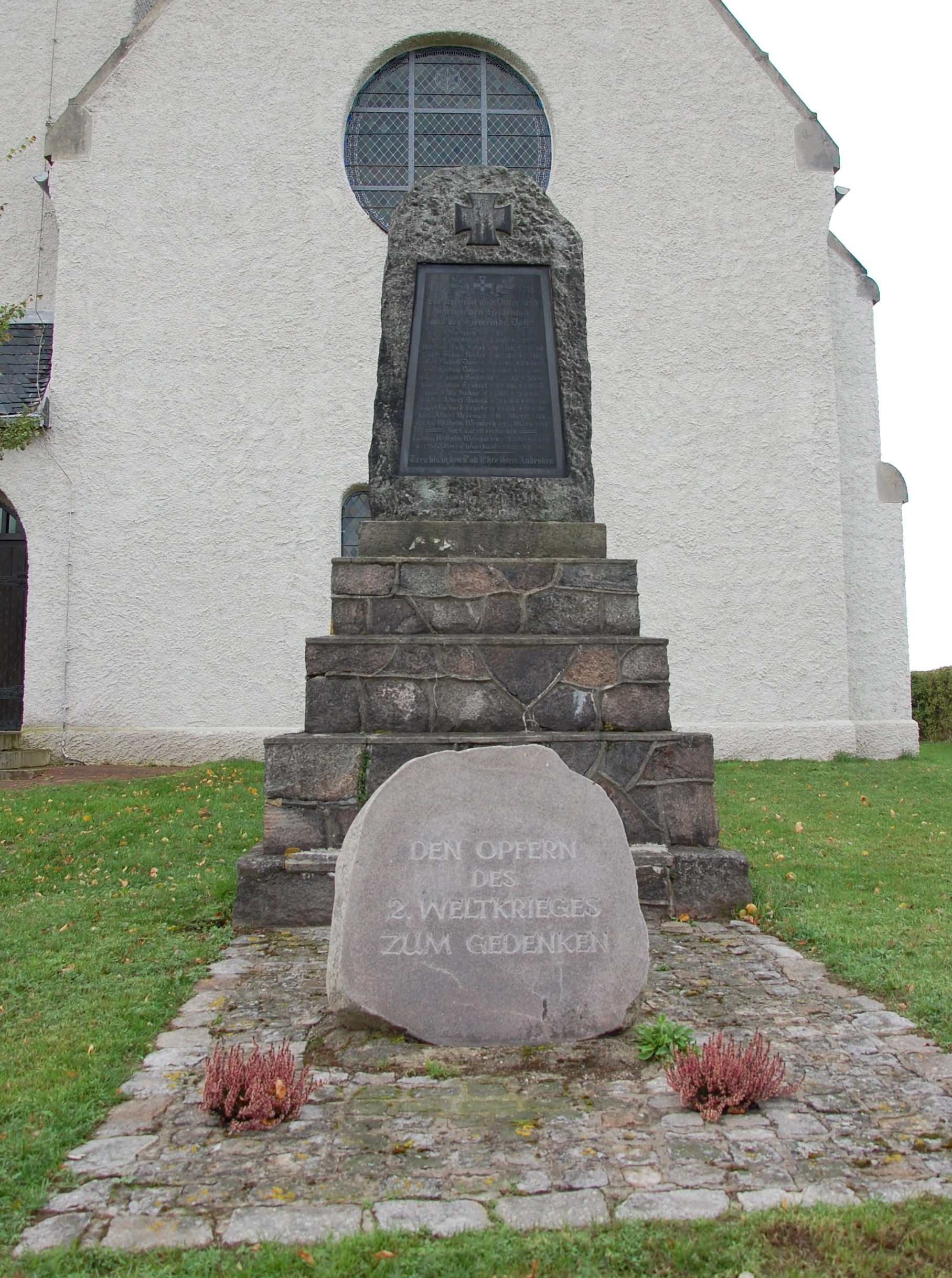
Gefallenendenkmal in Dolle

Im Jahr 1951 wurde das Todesmarschdenkmal Dolle am nördlichen Ortseingang eingeweiht.

## Persönlichkeiten
In Dolle wirkte kurzzeitig im Zeitraum um 1919/20 der Pädagoge, Schriftsteller und Kulturpolitiker Otto Bernhard Wendler als Lehrer.

## Belege
1. ↑  StBA: Gebietsänderungen vom 01. Januar bis 31. Dezember 2010
2. ↑  Gedenkstätte Feldscheune Isenschnibbe Gardelegen: Todesmarschdenkmal Dolle. In: Homepage der Gedenkstätte Feldscheune Isenschnibbe Gardelegen. Stiftung Gedenkstätten Sachsen-Anhalt, abgerufen am 19. August 2021.